# Milano-ediktet
Milano-ediktet (latin: Edictum Mediolanense, græsk: Διάταγμα των Μεδιολάνων, Diatagma tōn Mediolanōn) er en overenskomst indgået i februar 313 mellem Konstantin, kejser over Vestromerriget og Licinius, kejser over Østromerriget. Overenskomsten sikrer kristendommens ligestilling med øvrige religioner i Romerriget, med en tilføjelse om, at al kirkelig ejendom, som tidligere var blevet konfiskeret, nu skulle tilbagegives til kirken.
Overenskomsten blev indgået 
Overenskomsten videreføre tankerne i Galerius' toleranceedikt fra 311, som gav de kristne lov til at praktisere deres religion. Milano-'ediktet' indebar, at alle former for forfølgelse på baggrund af religion nu blev indstillet. Under Theodosius den Store, ca. år 380, blev kristendommen statsreligion i det romerske rige.